# Xã Marshall, Quận Williams, Bắc Dakota
Xã Marshall (tiếng Anh: Marshall Township) là một xã thuộc quận Williams, tiểu bang Bắc Dakota, Hoa Kỳ. Năm 2010, dân số của xã này là 51 người.